# سرفايفر
 سرفايفر (بالإنجليزية: Survivor) هو برنامج تلفزيون واقع بدأ في الولايات المتحدة ويتم إخراجه حاليا في عدة دول في العالم. يتم عزل المتسابقون في مناطق نائية للتحدي على جوائز مالية وغير مالية.

## النسخة العربية
قامت أل بي سي ببث النسخة العربية من سرفايفر.

## النسخ الدولية
Legend:
  لايزال يعرض  
  لم يعد بالإنتاج  
  غير معروف  
| الدولة           | العنوان المحلي                                   | شبكة التلفزونية | الفائز | الجائزة الكبرى                                                                                       | المقدم |
| ---------------- | ------------------------------------------------ | --- | --- | --- | --- |
| أفريقيا          | Survivor Africa                                  | M-Net | الموسم الاول, 2006: Tsholofelo Gasenelwe | دولار100,000                                                                                         | Anthony Oseyemi (الموسم الاول) |
| الوطن العربي     | Survivor (سرفايفر)                               | المؤسسة اللبنانية للإرسال | الموسم الأول, 2005: Hussein El-Abass | SR1,000,000                                                                                          | Tareq Mounir (الموسم الاول) |
| الأرجنتين        | Expedición Robinson                              | Canal 13 | الموسم الاول, 2000 ‏: Sebastián Martino الموسم الثاني, 2001 ‏: María Victoria Fernández | دولار100,000                                                                                         | Julián Weich (الموسم الأول – 2) |
| أستراليا         | Australian Survivor                              | ناين نتورك | الموسم الاول, 2002: Robert Dickson | Aدولار500,000                                                                                        | Lincoln Howes (الموسم الاول) |
| أستراليا         | Celebrity Survivor                               | شبكة سفن | الموسم الاول, 2006: Guy Leech | Aدولار100,000 (For charity)                                                                          | يان ديكسون (الموسم الاول) |
| النمسا · ألمانيا | Expedition Robinson                              | أو أر أف (محطة بث) RTL 2 | الموسم الاول, 2000: Melanie1 | مارك ألماني100,000                                                                                   | |
| أذربيجان         | Extreme Azerbaijan (Ekstrim Azərbaycan)          | Space TV | الموسم الاول, 2011: غير معروف | Sports car                                                                                           | Emin Əhmədov (الموسم الاول) |
| دول البلطيق      | Robinsonid Robinsoni Robinzonai                  | TV3 Estonia TV3 Latvia TV3 Lithuania | الموسم الأول, 2000: Zane Mukane الموسم الثاني, 2001 ‏: Māris Šveiduks الموسم الثالث, 2002 ‏: Rimas Valeikis | مازدا كابيلا (الموسم الاول) 50,000 LT (الموسم الثاني – 3)                                            | Emil Rutiku (الموسم الاول-3) Pauls Timrots (الموسم الاول-3) Vytautas Kernagis (الموسم الاول-3) |
| دول البلطيق      | Džunglistaar Džungļu zvaigznes Džiungles         | TV3 Estonia TV3 Latvia TV3 Lithuania | الموسم الاول, 2004: Dagmāra Legante | €10,000                                                                                              | Tenu Karks Raimond Dombrovskis Vytautas Kernagis |
| بلجيكا هولندا    | Expeditie Robinson                               | في تي-4 (الموسم الأول – 5) 2BE (الموسم السادس – Present) NET 5 (الموسم الأول – 5) Tien (الموسم السادس – 7) RTL 5 (الموسم السادس – Present) | الموسم الاول, 2000 ‏: Karin Lindenhovius الموسم الثاني, 2001 ‏: Richard Mackowiak الموسم الثالث, 2002 ‏: Derek Blok الموسم الرابع, 2003 ‏: Jutta Borms الموسم الخامس, 2004 ‏: Frank de Meulder الموسم السادس, 2005 ‏: Marnix Allegaert الموسم السابع, 2006 ‏: Olga Urashova الموسم الثامن, 2007 ‏: Vinncent Arrendell الموسم التاسع, 2008 ‏: Yin Oei Sian الموسم الاول0, 2009 ‏: Marcel Vandezande الموسم الاول1, 2010 ‏: Regina Romeijn الموسم الاول2, 2011 ‏: Tanja Dexters الموسم الاول3, 2012 ‏: Fatima Moreira de Melo الموسم الاول4, 2013 ‏: Upcoming Season | يورو50,000 (الموسم الثالث – present) BFr2,000,000/خولده هولندي100,000 (الموسم الأول – 2)             | Ernst-Paul Hasselbach (الموسم الأول – 9) Désiré Naessens (الموسم الاول) Roos Van Acker (الموسم الثاني – 5) Lotte Verlackt (الموسم السادس – 7) Evi Hanssen (الموسم السابع – present) Eddy Zoey (الموسم الاول0 – 12) Dennis Weening (الموسم الاول3 – present)                                                                       |
| بلجيكا هولندا    | Expeditie Robinson: All-Stars                    | في تي-4 (الموسم الأول – 5) 2BE (الموسم السادس – Present) NET 5 (الموسم الأول – 5) Tien (الموسم السادس – 7) RTL 5 (الموسم السادس – Present) | الموسم الاول, 2006 ‏: Ryan van Esch | يورو50,000 (الموسم الثالث – present) BFr2,000,000/خولده هولندي100,000 (الموسم الأول – 2)             | Ernst-Paul Hasselbach (الموسم الأول – 9) Désiré Naessens (الموسم الاول) Roos Van Acker (الموسم الثاني – 5) Lotte Verlackt (الموسم السادس – 7) Evi Hanssen (الموسم السابع – present) Eddy Zoey (الموسم الاول0 – 12) Dennis Weening (الموسم الاول3 – present)                                                                       |
| البرازيل         | No Limite                                        | قناة غلوبو | الموسم الاول, 2000: Elaine de Melo الموسم الثاني, 2001 ‏: Léo Rassi الموسم الثالث, 2001 ‏: Rodrigo Trigueiro الموسم الرابع, 2009 ‏: Luciana de Araújo | Rدولار 500,000                                                                                       | Zeca Camargo (الموسم الأول – Present) |
| بلغاريا          | Survivor BG (Сървайвър БГ)                       | BTV | الموسم الأول, 2006: Neli Ivanova الموسم الثاني, 2007 ‏: Georgi Kostadinov الموسم الثالث, 2008: Nikolay Martinov الموسم الرابع, 2009 ‏: Georgi Kehaiov | 250,000 ليف بلغاري                                                                                   | Kamen Vodenicharov (الموسم الاول) Vladimir Karamazov (الموسم الثاني – 4) Evtim Miloshev (الموسم الرابع) |
| الصين            | Into The Shangri-La (走进香格里拉/ 走入香格里拉) | تلفزيون الصين المركزي | الموسم الأول, 2001: Members of Sun Village | A chance to fulfill their dreams                                                                     | |
| تشيلي            | Expedición Robinson (Celebrity Format)           | القناة 13 | الموسم الاول, 2006: Marcela Roberts | بيزو تشيلي50,000,000                                                                                 | Sergio Lagos (الموسم الاول) Karla Constant (الموسم الاول) |
| كولومبيا         | Expedición Robinson                              | تلفزيون كاراكول | الموسم الأول, 2001: Rolando Patarroyo الموسم الثاني, 2002: Cristóbal Echevarría | بيزو كولومبي200,000,000 (الموسم الاول) بيزو كولومبي250,000,000 (الموسم الثاني)                       | مارغاريتا روسا دي فرانسيسكو (الموسم الأول – 2) |
| كولومبيا         | La Isla de los Famo S.O.S. (Celebrity Format)    | تلفزيون آر سي إن | الموسم الأول, 2004: María Cecilia Sánchez الموسم الثاني, 2005: Leonel Álvarez الموسم الثالث, 2006: Lucas Jaramillo الموسم الرابع, 2007: José Javier Ramírez | بيزو كولومبي300,000,000                                                                              | Guillermo Prieto (الموسم الأول – 4) Katerine Porto (الموسم الاول) |
| كرواتيا          | Survivor                                         | إذاعة وتلفزيون كرواتيا (الموسم الاول) | الموسم الأول, 2005: Vazmenko Pervanu | €100,000 (الموسم الاول)                                                                              | Antonija Blaće (الموسم الثاني) Milan Kalinić (الموسم الثاني) Andrija Milošević (الموسم الثاني) Marijana Batinić (الموسم الثاني) |
| كرواتيا          | Survivor Croatia VIP                             | RTL Televizija (الموسم الثاني) | الموسم الثاني, 2012: Vladimir "Vlada" Vuksanović4 | 50,000يورو (الموسم الثاني)                                                                           | Antonija Blaće (الموسم الثاني) Milan Kalinić (الموسم الثاني) Andrija Milošević (الموسم الثاني) Marijana Batinić (الموسم الثاني) |
| جمهورية التشيك   | Trosečník                                        | TV Prima | الموسم الأول, 2006: Ingrid Golasová | 5,000,000 كرونة تشيكية                                                                               | Marek Vašut (الموسم الاول) |
| الدنمارك         | Robinson Ekspeditionen                           | TV3 | الموسم الاول, 1998 ‏: Regina Pedersen الموسم الثاني, 1999 ‏: Dan Marstrand الموسم الثالث, 2000 ‏: Sonny Pedersen الموسم الرابع, 2001 ‏: Malene Hasselblad الموسم الخامس, 2002 ‏: Henrik Ørum الموسم السادس, 2003 ‏: Frank Quistgard الموسم السابع, 2004 ‏: Mette Frandsen الموسم الثامن, 2005 ‏: Mogens Brandstrup الموسم التاسع, 2006 ‏: Diego Tur الموسم الاول0, 2007 ‏: Rikke Gøransson الموسم الاول1, 2008 ‏: Daniela Hansen الموسم الاول2, 2009 ‏: Villy Eenberg الموسم الاول3, 2010 ‏: Søren Engelbret الموسم الاول4, 2011 ‏: Hugo Kleister | 1,000,000 كرونة دنماركية 500,000 كرونة دنماركية                                                      | Thomas Mygind (الموسم الأول – 6) Jakob Kjeldbjerg (الموسم السابع – 14) |
| الدنمارك         | Robinson: VIP                                    | TV3 | الموسم الاول, 2005: Tilde Fröling2 | 1,000,000 كرونة دنماركية 500,000 كرونة دنماركية                                                      | Mikkel Beha Erichsen (الموسم الاول) |
| الإكوادور        | Expedición Robinson                              | Teleamazonas | الموسم الأول, 2003: Tito Grefa | دولار30,000 and a car                                                                                | Marisa Sánchez (الموسم الاول) |
| فنلندا           | Suomen Robinson                                  | Nelonen | الموسم الاول, 2004 ‏: Marjaana Valkeinen الموسم الثاني, 2005 ‏: Mira Jantunen | €100,000                                                                                             | Jarmo Mäkinen (الموسم الاول) Arttu Harkki (الموسم الثاني) |
| فنلندا           | Selviytyjät Suomi (Survivor Finland)             | MTV3 | الموسم الأول, 2012: Upcoming Season | €50,000                                                                                              | |
| فرنسا            | Koh-Lanta                                        | تي أف 1 | الموسم الاول, 2001: Gilles Nicolet الموسم الثاني, 2002: Amel Fatnassi الموسم الثالث, 2003: Isabelle Seguin and Delphine Turckheim الموسم الرابع, 2004: Philippe Bordier الموسم الخامس, 2005: Clémence Castel الموسم السادس, 2006: François-David Cardonnel الموسم السابع, 2007: Jade Handi and Kevin Cuoco الموسم الثامن, 2008: Christelle Gauzet الموسم التاسع, 2009: Christina Chevry الموسم الاول0, 2010: Philippe Duron الموسم الاول1, 2011: Gérard Urdempilleta الموسم الاول2, 2012: Upcoming Season | €100,000                                                                                             | Hubert Auriol (الموسم الاول) Denis Brogniart (الموسم الثاني – Present) |
| فرنسا            | Koh-Lanta: All-Stars                             | تي أف 1 | الموسم الأول, 2009: Romuald Lafite الموسم الثاني, 2010: Grégoire Gorge الموسم الثالث, 2012: Bertrand Urbain | €100,000                                                                                             | Denis Brogniart (الموسم الأول – 3) |
| جورجيا           | უკანასკნელი გმირი Ukanaskneli Gmiri              | Rustavi 2 | الموسم الاول, 2007–2008: Tamar Chanturashvili | | |
| ألمانيا          | Survivor                                         | RTL 2 (الموسم الأول - 2) ProSieben (الموسم الثالث)                                                                                         | الموسم الثاني, 2001: Alexander Kolo1 الموسم الثالث, 2007: Volker | مارك ألماني100,000 (الموسم الثاني) يورو250,000 (الموسم الثالث)                                       | |
| اليونان          | Survivor                                         | قناة ميغا ‏ | الموسم الاول, 2003 ‏: Evagelina Dermetzoglou الموسم الثاني, 2004 ‏: Konstantina Golias | €200,000 (الموسم الأول – 2) €250,000 (الموسم الثالث)                                                 | |
| اليونان · تركيا  | سرفايفر تركيا                                    | قناة ميغا ‏ شو تي في | الموسم الاول, 2006: Derya Durmuşlar3 | €250,000                                                                                             | |
| المجر            | Survivor A-Sziget                                | RTL Klub | الموسم الاول, 2003: Tünde Molnár الموسم الثاني, 2004: Dávid Hankó | 10,000,000 Ft and car                                                                                | András Stohl (الموسم الأول – 2) |
| الهند            | Survivor India                                   | ستار بلس | الموسم الاول, 2012 : Raj Rani | 1 كرور (عدد)                                                                                         | Sameer Kochhar |
| إسرائيل          | הישרדות Hisardut (Hebrew: Survival)              | القناة العاشرة الإسرائيلية | الموسم الاول, 2007-2008: Na'ama Kaesari الموسم الثاني, 2008-2009: Erik Alper الموسم الثالث, 2009: Shay Arel الموسم الرابع, 2010: Natan Bashevkin الموسم الخامس, 2011: Irit Rahamim Basis الموسم السادس, 2012: Itay Segev | ₪1,000,000                                                                                           | Guy Zoaretz (الموسم الأول – Present) |
| إسرائيل          | הישרדות: VIP (Celebrity Format)                  | القناة العاشرة الإسرائيلية | الموسم السادس, 2012: Itay Segev | ₪1,000,000                                                                                           | Guy Zoaretz (الموسم الأول – Present) |
| إيطاليا          | Survivor Italia                                  | إيطاليا 1 ‏ | الموسم الأول, 2001: Milica Miletic | €200,000                                                                                             | Pietro Suber (الموسم الاول) Benedetta Corbi (الموسم الاول) |
| إيطاليا          | L'isola dei famosi The Celebrity Island          | Rai Due | الموسم الأول, 2003: Walter Nudo الموسم الثاني, 2004: Sergio Múñiz الموسم الثالث, 2005: Lori Del Santo الموسم الرابع, 2006: Luca Calvani الموسم الخامس, 2007: Manuela Villa الموسم السادس, 2008: فلاديمير لوكسوريا ‏ الموسم السابع, 2010: Daniele Battaglia الموسم الثامن, 2011: جيورجيا بالماس الموسم التاسع, 2012: Antonella Elia | €200,000                                                                                             | Simona Ventura (الموسم الاول–8) Marco Mazzocchi (الموسم الاول–3) Paolo Brosio (الموسم الرابع) Francesco Facchinetti (الموسم الخامس) Filippo Magnini (الموسم السادس) Rossano Rubicondi (الموسم السابع) Daniele Battaglia (الموسم الثامن) Nicola Savino (الموسم التاسع) فلاديمير لوكسوريا ‏ (الموسم التاسع)                          |
| اليابان          | Survivor サバイバ                                | طوكيو برودكاستنغ سيستم | الموسم الاول, 2002 ‏: Eri Minoshima الموسم الثاني, 2002 ‏: Asami Kawamura الموسم الثالث, 2003 ‏: Yasuhito Ebisawa الموسم الرابع, 2003 ‏: Kōshin Gunji | ين ياباني10,000,000                                                                                  | Neptune (الموسم الأول – 4) Munehiro Tokita (الموسم الأول – 4) |
| المكسيك          | Isla, el reality                                 | ازتيكا 7 | الموسم الأول, 2012: María Reneé | دولار2,000,000                                                                                       | Alejandro Lukini |
| النرويج          | Robinson- ekspedisjonen                          | TV3 | الموسم الاول, 1999 ‏: Christer Falch الموسم الثاني, 2000 ‏: Therese Andersen الموسم الثالث, 2001 ‏: Mia Martinsen الموسم الرابع, 2002 ‏: Ann Karene Molvig الموسم الخامس, 2003 ‏: Emil Orderud الموسم السادس, 2004 ‏: Jan Stian Gundersen الموسم السابع, 2007 ‏: Ann-Kristin Otnes الموسم الثامن, 2008 ‏: Tom Andre Tveitan الموسم التاسع, 2009 ‏: Lina Iversen الموسم الاول0, 2010 ‏: Alita Dagmar Kristensen الموسم الاول1, 2011 ‏: Lillan Ramøy الموسم الاول2, 2012 ‏: Elisabeth Nielsen | كرونة نروجية300,000                                                                                  | Nils Ole Oftebro (الموسم الاول) Christer Falch (الموسم الثاني – Present) |
| النرويج          | Robinson: VIP                                    | TV3 | الموسم الاول, 2005: Tilde Fröling2 | كرونة نروجية300,000                                                                                  | Mikkel Beha Erichsen (الموسم الاول) |
| باكستان          | Mountain Dew Survivor                            | PTV ARY TVOne | الموسم الاول, 2006 ‏: Muhammad Ziad | USدولار100,000                                                                                       | |
| الفلبين          | Survivor Philippines                             | جي إم أي الشبكة | الموسم الاول, 2008: John Carlo "JC" Tiuseco الموسم الثاني, 2009 ‏: Amanda Coolley Van Cooll | قالب:Philippine peso                                                                                 | Paolo Bediones (الموسم الأول – 2) |
| الفلبين          | Survivor Philippines (Celebrity Edition)         | جي إم أي الشبكة | الموسم الثالث, 2010 ‏: Akihiro Sato الموسم الرابع, 2011-2012 ‏: Albert "Betong" Sumaya Jr. | قالب:Philippine peso                                                                                 | ريتشارد غوتيرز (الموسم الثالث – Present) |
| بولندا           | Wyprawa Robinson                                 | TVN | الموسم الاول, 2004: Katarzyna Drzyżdżyk | 100,000 زلوتي بولندي                                                                                 | Hubert Urbański (الموسم الاول) |
| البرتغال         | Survivor                                         | TVI | الموسم الأول, 2001: Pedro Besugo | اسكودو برتغالي10,000,000                                                                             | |
| روسيا            | Последний герой Last Hero                        | C1R | الموسم الاول, 2001 ‏: Sergey Odintsov الموسم الثاني, 2002-2003 ‏: Veronika Norkina الموسم الثالث, 2003 ‏: Vladimir Presnyakov, Jr الموسم الرابع, 2003-2004 ‏: Yana Volkova الموسم الخامس, 2004 ‏: Aleksey Matveyev الموسم السادس, 2005 ‏: Alexander "Conan" Alexeev الموسم السابع, 2008-2009 ‏: Vladimir Lysenko | 3,000,000 RUB                                                                                        | Sergei Bodrov, Jr (الموسم الاول) Dmitry Pevtsov (الموسم الثاني) Nikolai Fomenko (الموسم الثالث) Aleksandr Domagarov (الموسم الرابع) فلاديمير منشوف (الموسم الخامس) كسينيا سوبتشاك (الموسم السابع) |
| إسكندنافيا       | Robinson: VIP (Celebrity Edition)                | TV3 Denmark TV3 Norway TV3 Sweden | الموسم الاول, 2005: Tilde Fröling2 | SEK500.000 SEK250.000 to charity                                                                     | Mikkel Beha Erichsen (الموسم الاول) |
| صربيا            | Survivor Srbija                                  | Prva TV3 Slovenia | الموسم الاول, 2008-2009 ‏: Nemanja Pavlov الموسم الثاني, 2009-2010 ‏: Aleksandar Krajišnik | نيسان باترول (الموسم الاول) يورو100,000 (الموسم الاول) يورو100,000 (الموسم الثاني)                   | Andrija Milošević (الموسم الأول - 4) Marijana Batinić (الموسم الرابع) |
| صربيا            | Survivor Srbija: VIP                             | Prva | الموسم الثالث, 2010-2011 ‏: Andrej Maričić الموسم الرابع, 2012: Vladimir "Vlada" Vuksanović4 | يورو50,000                                                                                           | Andrija Milošević (الموسم الأول - 4) Marijana Batinić (الموسم الرابع) |
| جنوب إفريقيا     | Survivor South Africa                            | M-Net | الموسم الاول, 2006 ‏: Vanessa Marawa الموسم الثاني, 2007 ‏: Lorette Mostert الموسم الثالث, 2010 ‏: Perle "GiGi" van Schalkwyk الموسم الرابع, 2011 ‏: Hykie Berg | R1,000,000                                                                                           | Mark Bayly (الموسم الأول - 2) Nico Panagio (الموسم الثالث - 4) |
| إسبانيا          | Supervivientes                                   | تيليسينكو | الموسم الاول, 2000 ‏: Xavier Monjonell الموسم الثاني, 2001 ‏: Alfredo "Freddy" Cortina | 20,000,000 ₧                                                                                         | Juan Manuel López (الموسم الأول - 2) Paco Lobaton (الموسم الثاني) |
| إسبانيا          | La Isla de los Famo S.O.S.                       | Antena 3 | الموسم الثالث, 2003 ‏: Daniela Cardone الموسم الرابع, 2003 ‏: Felipe López الموسم الخامس, 2004 ‏: Jose "Canales" Rivera الموسم السادس, 2005: Víctor Janeiro | €300,000                                                                                             | Paula Vázquez (الموسم الثالث - 6) Alonso Caparrós (الموسم الثالث) Nuria Roca (الموسم الرابع - 6) |
| إسبانيا          | Supervivientes                                   | تيليسينكو | الموسم السابع, 2006 ‏: Carmen Russo الموسم الثامن, 2007 ‏: Nilo Manrique الموسم التاسع, 2008 ‏: Miriam Sánchez الموسم الاول0, 2009 ‏: Maite Zúñiga الموسم الاول1, 2010 ‏: María José Fernández الموسم الاول2, 2011 ‏: Rosa Benito الموسم الاول3, 2013: Upcoming Season | €200,000                                                                                             | خيسوس فاسكيز (الموسم السابع - 11) José María Iñigo (الموسم السابع) Mario Picazo (الموسم الثامن - 10) Lucia Riaño (الموسم الثامن) Emma García (الموسم التاسع, 11) Oscar Martinez (الموسم التاسع) Eva Gonzalez (الموسم الاول1) Jorge Javier Vázquez (الموسم الاول2) Raquel Sánchez (الموسم الاول2) Christian Gálvez (الموسم الاول2) |
| السويد           | Expedition Robinson                              | SVT (الموسم الأول - 7) TV3 (الموسم الثامن - 9) TV4 (الموسم الاول0 - Present)                                                               | الموسم الاول, 1997 ‏: Martin Melin الموسم الثاني, 1998 ‏: Alexandra Zazzi الموسم الثالث, 1999 ‏: Jerker Dalman الموسم الرابع, 2000 ‏: Mattias Dalerstedt الموسم الخامس, 2001-2002 ‏: Jan Emanuel Johansson الموسم السادس, 2002 ‏: Antoni Matacz الموسم السابع, 2003-2004 ‏: Emma Andersson الموسم الثامن, 2004 ‏: Jerry Forsberg الموسم التاسع, 2005-2006 ‏: Karolina Conrad الموسم الاول0, 2007-2008: Ellenor Pierre الموسم الاول1, 2009-2010 ‏: Hans Brettschneider الموسم الاول2, 2010 ‏: Erik Svedberg الموسم الاول3, 2011 ‏: Mats Kemi الموسم الاول4, 2012: Upcoming Season | various amounts                                                                                      | Harald Treutiger (الموسم الأول - 2) Anders Lundin (الموسم الثالث - 7) Robert Aschberg (الموسم الثامن - 9) Linda Isacsson (الموسم الاول0) باولو روبرتو (الموسم الاول1 - Present) |
| السويد           | Robinson: VIP                                    | TV3 | الموسم الاول, 2005: Tilde Fröling2 | SEK500.000 SEK250.000 to charity                                                                     | Mikkel Beha Erichsen (الموسم الاول) Robert Aschberg (الموسم الاول) |
| سويسرا           | Expedition Robinson                              | TV3 | الموسم الأول, 1999: Andreas Widmer الموسم الثاني, 2000: Stefanie Ledermann الموسم الثالث, 2001: Cancelled/ Not Aired | €100,000                                                                                             | Silvan Grütter (الموسم الأول - 3) |
| تركيا            | سرفايفر تركيا                                    | كانال دي (الموسم الاول) شو تي في (الموسم الثاني - 6) ستار تي في (الموسم السابع - Present)                                                  | الموسم الاول, 2005: Uğur Pektaş الموسم الثاني, 2006: Derya Durmuşlar3 الموسم الثالث, 2007: Taner Özdeş الموسم الرابع, 2010: Merve Oflaz الموسم الخامس, 2011: Derya Büyükuncu الموسم السادس, 2012: Nihat Altınkaya الموسم السابع, 2013: غير معروف | 150,000يورو (الموسم الاول) 250,000يورو (الموسم الثاني - 3) 500,000ليرة تركية (الموسم الرابع-present) | Acun Ilıcalı (الموسم الاول-present) Hanzade Ofluoğlu (الموسم الخامس) Burcu Esmersoy (الموسم السادس-present) |
| أوكرانيا         | Oстанній герой Last Hero                         | ICTV | الموسم الأول, 2011: Andrey Kovalski الموسم الثاني, 2012: Alexey Diveev-Tserkovny | يورو75,000                                                                                           | |
| المملكة المتحدة  | Survivor                                         | ITV | الموسم الاول, 2001: Charlotte Hobrough الموسم الثاني, 2002: Jonny Gibb | £1,000,000                                                                                           | Mark Austin (الموسم الاول) John Leslie (الموسم الاول) مارك نيكولاس (الموسم الثاني) |
| الولايات المتحدة | سرفايفر                                          | سي بي إس | الموسم الاول, 2000 ‏: Richard Hatch الموسم الثاني, 2001 ‏: Tina Wesson الموسم الثالث, 2001-2002 ‏: Ethan Zohn الموسم الرابع, 2002 ‏: Vecepia Towery الموسم الخامس, 2002 ‏: Brian Heidik الموسم السادس, 2003 ‏: Jenna Morasca الموسم السابع, 2003 ‏: Sandra Diaz-Twine الموسم الثامن, 2004 ‏: Amber Brkich الموسم التاسع, 2004 ‏: Chris Daugherty الموسم الاول0, 2005 ‏: Tom Westman الموسم الاول1, 2005 ‏: Danni Boatwright الموسم الاول2, 2006 ‏: Aras Baskauskas الموسم الاول3, 2006 ‏: Yul Kwon الموسم الاول4, 2007 ‏: Earl Cole الموسم الاول5, 2007 ‏: Todd Herzog الموسم الاول6, 2008 ‏: Parvati Shallow الموسم الاول7, 2008 ‏: Robert "Bob" Crowley الموسم الاول8, 2009 ‏: James "J.T." Thomas Jr. الموسم الاول9, 2009 ‏: Natalie White الموسم الثاني0, 2010 ‏: Sandra Diaz-Twine الموسم الثاني1, 2010 ‏: Jud "Fabio" Birza الموسم الثاني2, 2011 ‏: Rob Mariano الموسم الثاني3, 2011 ‏: Sophie Clarke الموسم الثاني4, 2012 ‏: Kim Spradlin الموسم الثاني5, 2012 ‏: Denise Stapley الموسم الثاني6, 2013 ‏: Upcoming Season | USدولار1,000,000                                                                                     | جيف بروبست (الموسم الأول - Present) |
| فنزويلا          | Robinson La Gran Aventura                        | فنزفزيون | الموسم الاول, 2001 ‏: Gabriel Pérez الموسم الثاني, 2003 ‏: Graciela Boza | 100,000,000 بوليفار فنزويلي                                                                          | |